# San Juan Bautista (Paraguay)
San Juan Bautista is een gemeente (in Paraguay un distrito genoemd). Het is de hoofdplaats van het departement Misiones. De plaats telt ongeveer 23.000 inwoners.

## Geboren
- Diego Gómez (27 maart 2003), voetballer

## Galerij

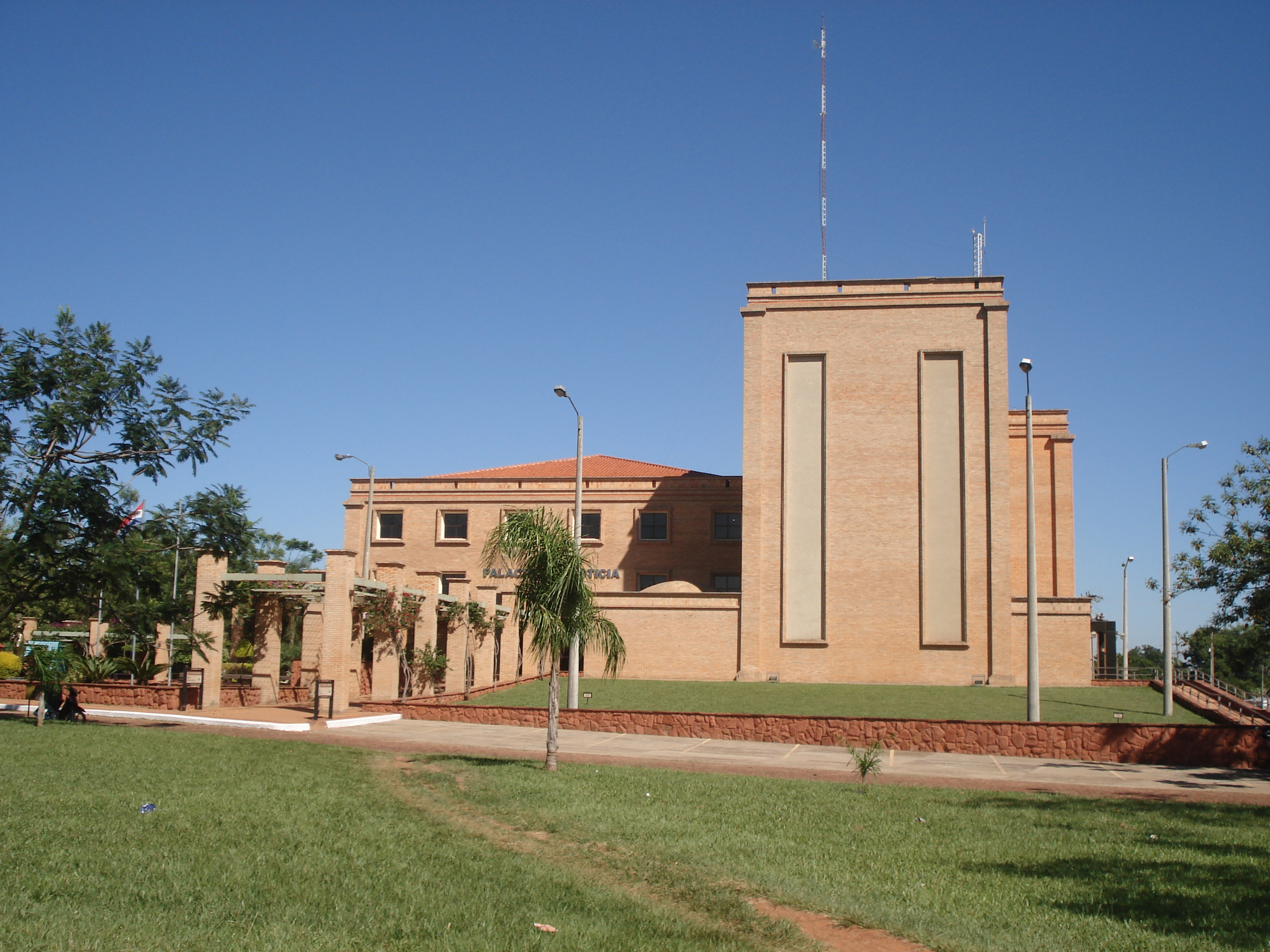
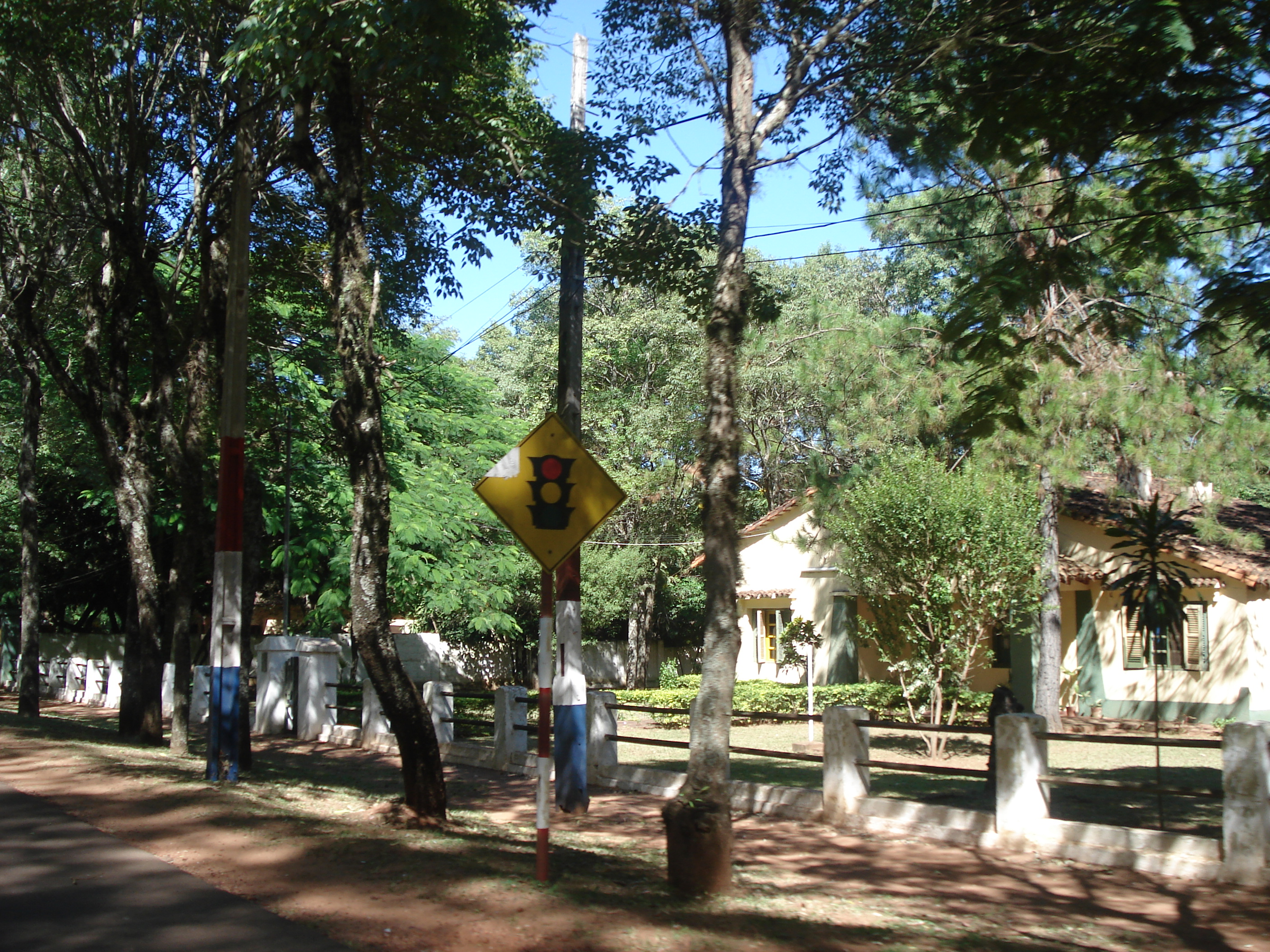